# 苦海 (電影)

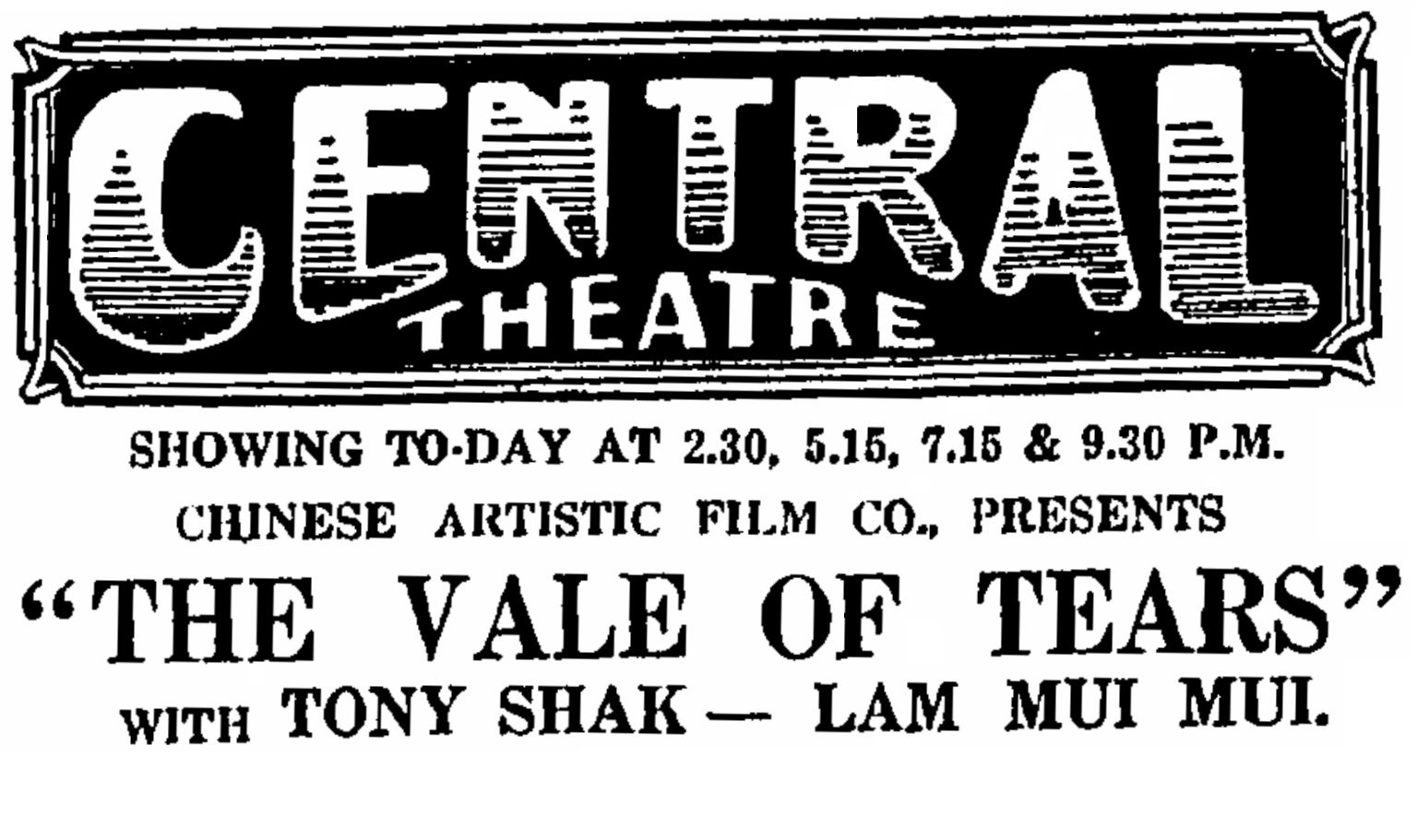
廣州『華藝影片公司（Chinese Artistic Film Company）』香港分廠出品第二齣香艷奇情默片《苦海（The Vale of Tears）》的英文廣告。

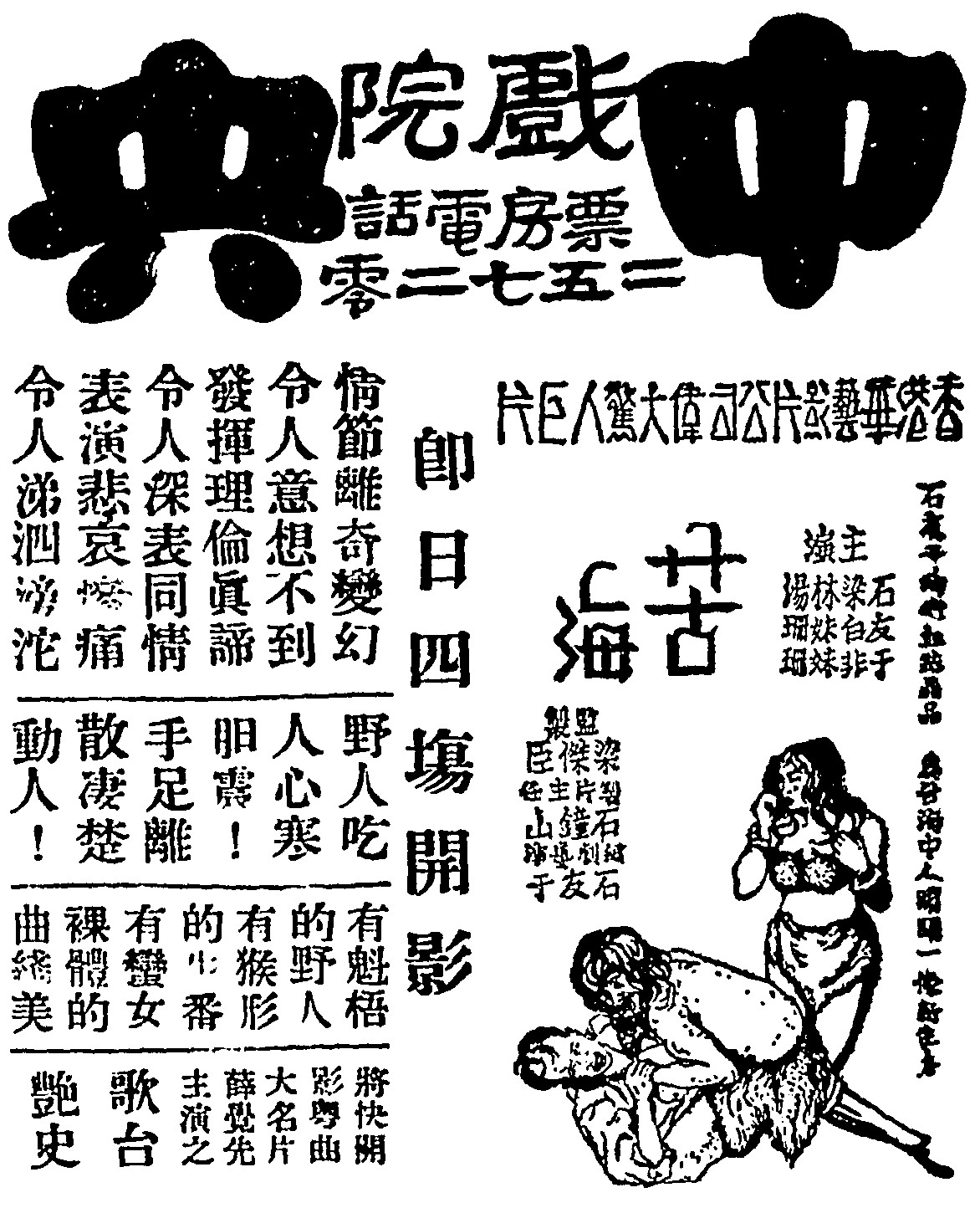
1934年5月3日在香港中央戲院首映的默片《苦海》的中文廣告

《苦海》是廣州華藝影片公司在1934年初期於香港九龍鑽石山『陳七花園』開設分廠所拍攝的第二齣黑白默片。在香港首輪公映時，中央戲院大堂陳列一座身高九尺的野人道具作為宣傳。

## 電影本事
在城市裡，一位被壓迫的青年受一伙流氓殘酷地迫害，他被迫流亡到九龍鑽石山。他遇到一個兇猛的野人、性感的蠻女，那個面目猙獰的野人，張口狂噬，想生吞青年作點心！ 幸好他運用計謀來制服此野人。 後來，他遇到一個老隱士，他們成為知己朋友。 然而，老隱士病倒了，很快就過世了，他很遺憾地將其屍體埋進墳墓。

## 演員
- 飾演一位被逼害的城市青年；
- 林妹妹 飾演該青年的女朋友；
- 梁白非（梁玉梅） 飾演鑽石山上的蠻荒女郎；
- 湯珊珊；
- 楊君俠飾演老隱士。

## 外景地點
- 九龍鑽石山[5]。

## 外部連結
- 香港影庫上《苦海》的資料（繁體中文）
- YouTube上的默片《苦海》的本事

## 其它姊妹作品
- 廣州
  - 1933年公映默片《裂痕》，謝醒儂、馮潔貞主演；
  - 默片《前進》，王元龍主演；
- 香港分廠：
  - 1934年公映默片《洞房雙屍案》，石友于、林妹妹、馮潔貞主演；
  - 1934年公映默片《婚後的問題》，石鐘山、馮潔貞、石友于主演。